# Hidalgo (Durango)
Hidalgo è un comune e città del Messico, situato nello stato di Durango.